# Каннський кінофестиваль 1975
28-й Каннський міжнародний кінофестиваль відбувся з 9 по 23 травня у Каннах, Франція. У конкурсі було представлено 22 повнометражних фільми та 9 короткометражок); поза конкурсом показано 13 кінострічок. Золоту пальмову гілку фестивалю здобув фільм Хроніка вогненних років режисера Мохаммеда Лахдара-Хаміни. Фільмом закриття фестивалю було обрано Томмі, поставлений Кеном Расселом.

## Журі
- Голова: Жанна Моро, акторка,  Франція
- Андре Дельво, режисер,  Бельгія
- Ентоні Берджес, письменник,  Велика Британія
- Фернандо Рей, актор,  Іспанія
- Джордж Рой Гілл, режисер,  США
- Жерар Дуко-Рупп, продюсер,  Франція
- Леа Массарі, акторка,  Італія
- П'єр Мазарс, журналіст,  Франція
- П'єр Селінджер, письменник,  США
- Юлія Солнцева, акторка, режисерка,  СРСР

## Фільми-учасники конкурсної програми
| Переможців виділено окремим кольором. |

Повнометражні фільми
| Фільм                           | Назва мовою оригіналу              | Режисер                            | Країна                   |
| ------------------------------- | ---------------------------------- | ---------------------------------- | ------------------------ |
| Аліса тут більше не живе        | Alice Doesn't Live Here Anymore    | Мартін Скорсезе                    | США                      |
| Алоїза                          | Aloïse                             | Ліліан де Кермедек                 | Франція                  |
| Амулет Огума                    | O Amuleto de Ogum                  | Нельон Перейра доуш Сантуш         | Бразилія                 |
| Вони воювали за Батьківщину     | Они сражались за Родину            | Сергій Бондарчук                   | СРСР                     |
| Електра, кохання моє            | Szerelmem, Elektra                 | Міклош Янчо                        | Угорщина                 |
| Запах жінки                     | Profumo di donna                   | Діно Різі                          | Італія                   |
| Історія гріху                   | Dzieje grzechu                     | Валеріан Боровчик                  | Польща                   |
| Кожен за себе, а Бог проти всіх | Jeder für sich und Gott gegen alle | Вернер Герцог                      | ФРН                      |
| Ленні                           | Lenny                              | Боб Фосс                           | США                      |
| Лотта у Веймарі                 | Lotte in Weimar                    | Егон Гюнтер                        | НДР                      |
| Марікен з Неймегена             | Mariken van Nieumeghen             | Йос Стеллінг                       | Нідерланди               |
| Накази                          | Les Ordres                         | Мішель Бро                         | Канада                   |
| Пастораль. Померти в селі       | 田園に死す Den-en ni shisu         | Сюдзі Тераяма                      | Японія                   |
| Професія: репортер              | Professione: reporter              | Мікеланджело Антоніоні             | Італія/ Іспанія/ Франція |
| Спеціальний відділ              | Section spéciale                   | Коста-Гаврас                       | Франція/ Італія/ ФРН     |
| Торкнися Зена                   | кит. трад.: 俠女; піньїнь: Xiá Nǚ  | Кінг Ху                            | Тайвань                  |
| Хроніка вогненних років         | Chronique des Années de Braise     | Мохаммед Лахдар-Хаміна             | Алжир                    |
| Цей милий Віктор                | Ce cher Victor                     | Робін Девіс                        | Франція                  |
| Чоловік на ім'я П'ятниця        | Man Friday                         | Джек Голд                          | Велика Британія/ США     |
| Чуєш, як гавкають собаки?       | ¿No oyes ladrar los perros?        | Франсуа Рейшенбах                  | Мексика                  |
| Щасливе розлучення              | Un divorce heureux                 | Геннінг Карлсен                    | Франція/ Данія           |
| Юппі-Ду                         | Yuppi du                           | Адріано Челентано, Мікі Дель Прете | Італія                   |

## Фільми позаконкурсної програми
| Зачарований мандарин      | A Csodalatos Mandarin                | Міклош Сінетар     | Угорщина                      |
| Дерев'яний принц          | A faból faragott királyfi            | Адам Хорват        | Угорщина                      |
| Анна Кареніна             |                                      | Маргарита Піліхіна | СРСР                          |
| Галілео                   | Galileo                              | Джозеф Лоузі       | Велика Британія/ США          |
| Жорж Брагу, або Інший час | Georges Braque ou Le temps différent | Фредерік Россіф    | Франція                       |
| Пісня Індії               | India Song                           | Марґеріт Дюрас     | Франція                       |
| Я люблю тебе, ти танцюєш  | Je t'aime, tu danses                 | Франсуа Веєрганс   | Бельгія                       |
| Мойсей і Аарон            | Moses und Aron                       | Жан-Марі Штрауб    | Австрія/ ФРН/ Італія/ Франція |
| День Сарани               | The Day of the Locust                | Джон Шлезінгер     | США                           |
| Служниці                  | The Maids                            | Крістофер Майлз    | Велика Британія               |
| Романтична англійка       | The Romantic Englishwoman            | Джозеф Лоузі       | Франція/ Велика Британія      |
| Томмі                     | Tommy                                | Кен Рассел         | Велика Британія               |
| Чарівна флейта            | Trollflöjten                         | Інгмар Бергман     | Швеція                        |

## Нагороди
- Золота пальмова гілка:
  - Хроніка вогненних років, режисер Мохаммед Лахдар-Хаміна
- Гран-прі: Кожен за себе, а Бог проти всіх, режисер Вернер Герцог
- Приз за найкращу режисуру:
  - Коста-Гаврас — Спеціальний відділ
  - Мішель Бро — Накази
- Приз за найкращу чоловічу роль: Віторіо Гассман — Запах жінки
- Приз за найкращу жіночу роль: Валері Перрайн — Ленні
- Технічний гран-прі: Торкнися Зена, режисер Кінг Ху
- Золота пальмова гілка за короткометражний фільм: Лотрек, режисер Джофф Данбар
- Приз журі за короткометражний фільм: Дарую тобі зірку, режисер Федір Хитрук